# Ursula Lillig
Ursula Lillig (* 2. September 1938 in Magdeburg; † 16. Juni 2004 in Frankfurt am Main) war eine deutsche Schauspielerin und Hörspielsprecherin.

## Biografie
Die vorwiegend auf der Bühne (u. a. in Mainz) tätige Lillig dürfte einem breiteren Publikum vor allem durch die Rolle der Helga Legrelle in der Fernsehserie Raumpatrouille bekannt sein, hier spielte sie in allen sieben Folgen mit. Zusammen mit ihr befanden sich auf dem Raumschiff Orion Dietmar Schönherr, Eva Pflug, Claus Holm, Wolfgang Völz und Friedrich G. Beckhaus.
Weitere Film- und Fernsehrollen hatte sie in Der Schlaf der Gerechten, Bis zum Ende aller Tage, In einem Jahr mit 13 Monden oder Der Angriff der Gegenwart auf die übrige Zeit.
Daneben war Ursula Lillig in der Synchronisation tätig. Sie erlag im Alter von 65 Jahren einem Krebsleiden.

## Filmografie
- 1958: Was ihr wollt (Fernsehfilm)
- 1958: Der Tod auf dem Rummelplatz (Fernsehfilm)
- 1958: Unser Herr Vater (Fernsehfilm)
- 1959: Der zerbrochene Krug (Fernsehfilm)
- 1961: Adieu, Prinzessin (dreiteiliger Fernsehfilm)
- 1961: Bis zum Ende aller Tage
- 1962: Der Schlaf der Gerechten (Fernsehfilm)
- 1963: Ein besserer Herr (Fernsehfilm)
- 1966: Raumpatrouille (Fernsehserie, sieben Folgen)
- 1968: Das Kriminalmuseum (Fernsehserie, Folge: Die Reifenspur)
- 1969: Attentat auf den Mächtigen (Fernsehfilm)
- 1971–1973: Drüben bei Lehmanns (Fernsehserie, sechs Folgen)
- 1978: In einem Jahr mit 13 Monden
- 1981: Irrgarten – Marco Ruschiz’ Fahrt zu den Wolken (Fernsehfilm)
- 1985: Der Angriff der Gegenwart auf die übrige Zeit
- 1993: Der große Bellheim (Fernseh-Mehrteiler)
- 1994: Happy Birthday Bavaria – 75 Jahre Bavaria Filmstudios (Unterhaltungssendung)
- 1997: Polizeiruf 110: Feuertod (Fernsehreihe)
- 2003: Raumpatrouille Orion – Rücksturz ins Kino

## Hörspiele
- 1959: Faust 2 (Dryas) – Regie: Gustaf Gründgens mit Will Quadflieg
- 1961: Flavio – Regie: Günter Siebert, mit Gustav Rothe, Walter Jokisch, Eberhard Gagern
- 1962: Die Kartothek (Die Muntere) – Regie: Horst Loebe, mit Günther Tabor, Ehmi Bessel, Werner Hinz
- 1962: Wie gut, daß Du ein Mordskerl bist (Jean) – Regie: Günter Siebert, mit Günther Schramm, Walter Jokisch, Günther Stoll
- 1962: Nah ist und schwer zu fassen der Gott (Giuliana) – Regie: Gert Westphal, mit Volker Brandt, Herbert Stass, Günther Schramm
- 1965: Abgrund (Lisa) – Regie: Erich Köhler, mit Jürgen Thormann, Dorothea Wieck
- 1978: Für eine Mark und acht (Frau im Radio) – Regie: Hermann Treusch, mit Michael Benn, Florentin Groll, Sven Christian Habich
- 1978: Protokoll einer Sitzung – Regie: Hermann Treusch, mit Vadim Glowna, Heinz-Werner Kraehkamp, Heide Simon
- 1981: Opa ist einfach Zucker (Mutter Brösel) – Regie: Gisela Corves, mit Heinrich Sauer, Stefan Viering, Sabine Sumera
- 1986: Liebe (Betrunkene Frau) – Regie: Hans Drawe, mit Bettina Spier, Tayfun Bademsoy, Brigitte Grothum
- 1987: Die Tagesmutter (Frau Steinberg) – Regie: Eran Baniel, mit Maria Wimmer, Donata Höffer, Fritz Lichtenhahn
- 1988: Rekordversuch – Regie: Hans Drawe, mit Klaus Wildbolz, Werner Kreindl, Evelyn Hamann
- 1989: Nicht mit mir – Regie: Burkhard Schmid, mit Heinz Meier
- 1989: Der VHS-Kurs – Regie: Ferdinand Ludwig, mit Hans Kemner, Siemen Rühaak, Wolfgang Höper
- 1992: Geschichte eines Flusses – Regie: Burkhard Schmid, mit Wolfgang Reinsch, Karoline Naab, Jan Munoz
- 1992: Sonntagsausflug der Familie Fisch – Regie: Burkhard Schmid, mit Jörg Ratjen, Marianne Mosa, Helmut Winkelmann
- 1994: Altersvorsorge – Regie: Marlene Renner, mit Eva Garg, Ulrike Bliefert
- 1995: Auf der anderen Seite – Regie: Marlene Renner, mit Gunda Aurich, Anne Schmidt-Krayer, Eva Garg
- 1995: Gabriels Message – Regie: Burkhard Schmid, mit Michael Quast, Jörg Ratjen, Wolfram Koch